# Eduard Zimmermann
Eduard Zimmermann (München, 4 februari 1929 - aldaar, 19 september 2009) was een Duitse journalist en televisiepresentator.

## Jeugd en opleiding
Eduard Zimmermann werd geboren in de nederzetting Alte Heide in München. Zijn moeder was op het moment van zijn geboorte 17 jaar. Zijn kinderjaren bestonden vervolgens uit vele verhuizingen binnen Duitsland, omdat zijn moeder als serveerster vaak van werkplek wisselde. Kort voor het uitbreken van de Tweede Wereldoorlog ging hij naar zijn grootouders in Ottobrunn. Na het begin van de oorlog stuurde zijn grootmoeder hem naar zijn moeder in Maagdenburg, die daar ondertussen in het huwelijk was getreden met een hotelier. Als 10-jarige werkte hij in het hotel mee.
In de periode na de oorlog sloeg zich de later als boevenjager bekend geworden Zimmermann vervolgens in Hamburg erdoor als tentwerker bij het circus Carl Hagenbeck en garderobier van Willy Fritsch, later als dief en zwarte markthandelaar en zat in dit verband een gevangenisstraf uit in de Jugendvolstrekkungsanstalt (JVA) in Fuhlsbüttel.

## Carrière
Met een vervalst paspoort en een vervalst diploma vond Zimmermann ten slotte werk als wegenbouwingenieur in Zweden. Zijn verleden als boosdoener thematiseerde hij later onder andere in zijn autobiografie in 2005. In een kranteninterview stelde hij vast, dat de tijd hem had gehard.
Voor een reportage in opdracht van de krant Dagens Nyheter ging Zimmermann in 1949 terug naar Duitsland in de Sovjet-bezettingszone in Duitsland. Daar werd hij in 1950 aangeklaagd wegens spionage en tot 25 jaar gevangenis veroordeeld. Hij moest vier jaar van zijn straf uitzitten in de JVA Bautzen en kwam in januari 1954 in het kader van een amnestie vroegtijdig vrij. In de daaropvolgende periode werkte hij als vrije journalist voor verschillende Hamburger kranten en later als redacteur bij de NDR en het ZDF.
Zimmermann presenteerde bij het ZDF van 1964 tot 1997 in totaal 161 uitzendingen van het door hem in het leven geroepen programma Vorsicht Falle! – Nepper, Schlepper, Bauernfänger. Van oktober 1967 tot oktober 1997 presenteerde hij 300 afleveringen van de door hem ontworpen tv-serie Aktenzeichen XY … ungelöst. De uitzending werd en wordt geproduceerd door de door Zimmermann opgerichte firma Securitel. Vanwege zijn werkzaamheden werd hij tot ere-commissaris benoemd. In de herfst van 1997 trok hij zich uit zijn werk voor de camera terug, maar werkte wel nog nauw samen met de redactie van XY. Verder praktiseerde hij in samenwerking met het ZDF een veiligheidsportaal in het internet. Zijn laatste tv-optreden had hij tijdens de 400e uitzending van XY op 10 mei 2007 aan de zijde van de toenmalige leider van de Züricher XY-opnamestudio's, Konrad Toenz, Werner Vetterli en Stephan Schifferer.
Zimmermanns geadopteerde dochter Sabine werkte vanaf 1983 mee als filmbedrijfsleidster bij de productie van XY en was van 1987 tot 2001 co-presentatrice van het programma. Bovendien presenteerde ze tussen 1997 en 2001 ook het programma Vorsicht Falle!. Daarna trad ze achter de camera's verder op als productieleidster van XY.

## Weißer Ring
In 1976 telde Zimmermann tot de oprichters van de slachtofferhulp-vereniging Weißer Ring en was tot 1994 voorzitter. Hij moest zich in vroegere jaren herhaaldelijk tegen verwijten verdedigen, die hem openbaar de ongevoelige omgang met donatiegelden voor zijn persoonlijk nut insinueerden. In 1994 legde hij het voorzitterschap neer, nadat in meerdere media de hoofdactiviteit van de Weißer Ring voor zijn productiefirma Securitel bekritiseerd werd. Zimmermann bekleedde van 1994 tot 2000 de functie van erevoorzitter. Nadat hem asociaal gedrag werd verweten, kwam het in 2000 tot een scheiding tussen Zimmermann en de organisatie.

## Privéleven en overlijden
Zimmermann was sinds 1960 getrouwd met zijn echtgenote Rosmarie (1921-2008) en woonde in het Zwitserse Leukerbad (Wallis). Na de dood van zijn echtgenote verhuisde hij weer naar München. Daar overleed hij op 19 september 2009 op 80-jarige leeftijd in het Christophorus ziekenhuis. Hij werd bijgezet op de Münchener Nordfriedhof. Hij leed aan dementie.

## Onderscheidingen
- 1996: Goldene Kamera voor de presentatie van Vorsicht Falle
- 1967: Adolf Grimme Prijs
- 1997: Bundesverdienstkreuz am Bande ter gelegenheid van de 100e uitzending van XY in oktober 1997
- 1982: De humanitaire prijs van de Duitse Vrijmetselaars
- 1986: Bundesverdienstkreuz 1e Klasse
- 1990: Bambi
- 1991: Bayerischer Verdienstorden